# João Felício dos Santos
João Felício dos Santos (Mendes, 14 de março de 1911 — Rio de Janeiro, Rio de Janeiro, 13 de junho de 1989) foi um escritor brasileiro, especializado em história brasileira e sobrinho do renomado historiador Joaquim Felício dos Santos.

## Obras

### Romances
- O Pântano Também Reflete Estrelas, 1949
- João Abade, 1958
- Major Calabar, 1960
- Ganga Zumba, 1962 (premiado pela Academia Brasileira de Letras[carece de fontes?])
- Cristo de Lama, 1964
- Carlota Joaquina, 1968
- Ataíde Azul e Vermelho, 1969
- Os Trilhos, 1976
- Xica da Silva, 1976
- A Guerrilheira, 1979
- Benedita Torreão da Sangria Desatada, 1984
- Margueira Amarga, 1985

## Homenagem póstuma
Em 29 de março de 2011, na Associação Brasileira de Imprensa, foi realizada uma cerimônia de celebração do centenário do escritor, onde se apresentou uma exposição sobre as obras do autor e foi montado um estande com alguns de seus mais populares livros